# 눈사태 (드라마)
《눈사태》는 주태익(朱泰益) 작, 백전교(白典敎)연출로서 1970년 1월 'KBS무대' 프로로 방송되었다.
연극 본래의 수법으로 한 여인의 애정심리와 모랄을 추구한 향기높은 성공작이다.

## 내용
흰눈에 덮인 외딴 산중에서이지만 여주인공 옥주에게는 그지없이 행복한 나날이었다. 남편 철우의 극진스러운 사랑이 옥주의 모든 것을 따뜻하게 감싸 주었다. 철우는 어떤 사고 끝에 몸을 피하고 있으나 성실한 사람이다.
이들의 오두막에 옥주의 옛애인 영식이가 나타나는 데서 드라마는 막을 연다. 영식은 옥주를 못잊어 데리러 왔노라고 했다. 옛날로 돌아가 서울에서 편하고도 즐거운 살림을 꾸미자고 조른다. 옥주의 전신(前身)은 바걸, 영식이와 동거생활 하다가 그의 배신을 비관한 나머지 머리깎고 중이 되려고 이 산중을 찾아들었던 여인이다. 철우는 그러한 옥주의 과거를 알고 있다. 철우는 옥주에게 선택의 자유를 주기에 인색하지 않다. 산돼지를 잡아다 손님에게 대접한다면서 엽총을 들고 나간다. 영식과의 충분한 대화를 마련해 주려는 심산에서였다.
영식의 능란한 권유에 옥주의 마음이 흔들리기 시작한다. 휘황한 서울의 밤거리, 그 환락에 흠뻑 젖던 지난날이 옥주를 손짓하며 부른다. 그러나 옥주는 허영에 들뜬 물거품 같은 애정 유희보다는 고적한 산중에서나마 한 사나이의 성실한 사랑에 생애를 맡기는 참된 행복에 보람을 찾기로 한다. 그러한 옥주에게 철우는 새삼 감동받고 영식은 산돼지고기 대접도 뿌리치고 오두막을 떠난다. "길목에 눈사태가 내리면 큰일"이라면서……

## 감상
화려하나 경박한 도시와 단조로운 가운데 소박하고 믿음직한 산골을 대조적으로 설정하고, 거칠고 메마른 도시생활에 지친 주인공의 눈을 통해 자연의 아름다움, 그 속에서 사는 사람들의 소박하고 진실한 인간미를 묘사한 작품이다. 도회가 안겨준 상처를 대자연의 아름다움 속에서 치료받고도, 또다시 도회의 화려한 유혹에 망설이는 인간의 약점 등이 리얼하게 그려진 가작이다.